# Bulbophyllum saccolabioides
Bulbophyllum saccolabioides är en orkidéart som beskrevs av Johannes Jacobus Smith. Bulbophyllum saccolabioides ingår i släktet Bulbophyllum och familjen orkidéer. Inga underarter finns listade i Catalogue of Life.